# Languenan
Languenan är en kommun i departementet Côtes-d'Armor i regionen Bretagne i nordvästra Frankrike. Kommunen ligger i kantonen Plancoët som tillhör arrondissementet Dinan. År 2022 hade Languenan 1 160 invånare.

## Befolkningsutveckling
Antalet invånare i kommunen Languenan
Referens:INSEE